# Decaschistia cuddapahensis
Decaschistia cuddapahensis là một loài thực vật có hoa trong họ Cẩm quỳ. Loài này được T.K.Paul & M.P.Nayar mô tả khoa học đầu tiên năm 1983.